# Powiat Nishikasugai
Powiat Nishikasugai (jap. 西春日井郡 Nishikasugai-gun) – powiat w Japonii, w prefekturze Aichi. W 2020 roku liczył 15 714 mieszkańców.

## Miejscowości
- Toyoyama

## Historia[2]

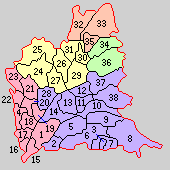
Powiat Nishikasugai (1–38 – 1889 r.)

- Powiat został założony 5 lutego 1880 roku w wyniku podziału powiatu Kasugai na dwa mniejsze[3]. Wraz z utworzeniem nowego systemu administracyjnego 1 kwietnia 1889 roku powiat Nishikasugai został podzielony na 4 miejscowości i 34 wioski[4].
- 17 grudnia 1890 – wioska Shinkawa zdobyła status miejscowości. (5 miejscowości, 33 wioski)
- 16 lipca 1900 – z części wioski Kumanoshō oraz 小木村 powstała wioska Gojō. (5 miejscowości, 34 wioski)
- 28 września 1900 – w wyniku połączenia wiosek Nishihorie i Sukaguchi powstała miejscowość Tōei. (6 miejscowości, 32 wioski)
- 1 kwietnia 1906 – miejscowość Shinkawa powiększyła się o miejscowość Tōei oraz wioski Terano i Ahara. (5 miejscowości, 30 wiosek)
- 16 lipca 1906 – miały miejsce następujące połączenia: (5 miejscowości, 13 wiosek)
  - miejscowość Kiyosu, wioski Asata, Ichijō (一場村) → miejscowość Kiyosu,
  - wioski Shimonogō, Ochiai → wioska Haruhi,
  - wioski Kunotsubo, 下拾個村, 上拾個村 → wioska Nishiharu,
  - wioski Kunihara, Shikata, Rokushi (六師村), Kumanoshō → wioska Shikatsu,
  - wioski Gojō, 小木村, Owari, Taki → wioska Kitasato,
  - wioski Toyoba, Aoyama → wioska Toyoyama,
  - wioski Hirata, Ōnoki, Hira, Kamiotai, Nakaotai → wioska Yamada,
  - wioski Nyoi, Ajima → wioska Kusunoki.
- 1 października 1909 – miejscowość Kiyosu powiększyła się o część wsi Ōsato (z powiatu Nakashima).
- 1 października 1910 – miejscowość Kiyosu powiększyła się o część wsi Jimokuji (z powiatu Kaitō).
- 22 sierpnia 1921 – miejscowości Biwajima, Shimizu oraz wioski Kinjō, Rokugō i Sugi zostały włączone w teren miasta Nagoja. (3 miejscowości, 10 wiosek)
- 1 kwietnia 1926 – wioska Shōnai zdobyła status miejscowości. (4 miejscowości, 9 wiosek)
- 1 kwietnia 1933 – wioska Kawanaka została włączona w teren wioski Hagino. (4 miejscowości, 8 wiosek)
- 1 marca 1937 – miejscowość Shōnai i wioska Hagino zostały włączone w teren miasta Nagoja. (3 miejscowości, 7 wiosek)
- 1 stycznia 1943 – miejscowość Kiyosu powiększyła się o część miejscowości Jimokuji (z powiatu Ama).
- 1 października 1955 – wioski Yamada i Kusunoki zostały włączone w teren miasta Nagoja. (3 miejscowości, 5 wiosek)
- 1 kwietnia 1961 – wioska Shikatsu zdobyła status miejscowości. (4 miejscowości, 4 wioski)
- 1 września 1963 – wioska Kitasato została podzielona: część połączyła się z miejscowością Shikatsu, a reszta z miastem Komaki. (4 miejscowości, 3 wioski)
- 1 listopada 1963 – wioska Nishiharu zdobyła status miejscowości. (5 miejscowości, 2 wioski)
- 1 kwietnia 1972 – wioska Toyoyama zdobyła status miejscowości. (6 miejscowości, 1 wioska)
- 1 kwietnia 1990 – wioska Haruhi zdobyła status miejscowości. (7 miejscowości)
- 7 lipca 2005 – w wyniku połączenia miejscowości Kiyosu (清洲町), Nishibiwajima i Shinkawa powstało miasto Kiyosu (清須市). (4 miejscowości)
- 20 marca 2006 – w wyniku połączenia miejscowości Shikatsu i Nishiharu powstało miasto Kitanagoya. (2 miejscowości)
- 1 października 2009 – miejscowość Haruhi została włączona w teren miasta Kiyosu. (1 miejscowość)